# Nachal Segor
Nachal Segor (hebrejsky נחל סגור) je vádí v jižním Izraeli, na pomezí Judských hor (respektive Hebronských hor) a severní části Negevské pouště.
Začíná v nadmořské výšce okolo 500 metrů v kopcovité krajině v pohoří Harej Ira. Směřuje pak k západu podél dálnice číslo 31 a ze severu míjí horu Har Bariach. Vede skrz rozptýlené beduínské osídlení. U beduínské osady al-Ghunajmat ústí zleva do vádí Nachal Anim.